# 汪其楣
汪其楣（Wang Chi-Mei，1946年11月15日—），台灣劇作家、劇場導演、演員、學者，「台北聾劇團」、「曇戲弄」、「拈花微笑聾劇團」創辦人。

## 簡介
汪其楣是國立台灣大學中國文學系學士、美國奧立岡大學戲劇系碩士。曾任教於中國文化大學、台灣藝術大學、政戰學院、台北藝術大學、成功大學、法鼓文理學院等校之藝術及文學科系。
其編導作品《人間孤兒》、《大地之子》表現出對臺灣斯土斯民的關懷與愛護，激發觀眾對居住所在的希望，《海山傳說．環》、《記得香港》 更將視野觸及到原住民的神話、香港百年殖民歷史、與香港面對九七大限的議題，是臺灣劇場界少見長闊的歷史書寫。她所編導的作品，均透露出她對本土環境的關懷，尤其是對兒童、聾人及原住民等弱勢者的深情。《複製新娘》、《一年三季》與《舞者阿月》等作品，更深度刻畫女性角色，尤為感人。其部分作品獲臺北藝術大學「姚一葦、汪其楣、賴聲川戲劇創意典藏計畫」典藏。。
獲頒第十三屆賴和文學獎時，評審委員所載她獲獎的原因是：「長年耕耘臺灣劇場，以戲劇藝術作為她改造提昇社會文化的工具，尊古創新兼顧，運用得嫻熟自然又有時代精神。」
汪其楣是中華民國聾人手語研究會創會理事長、愛滋感染者權益促進會創始會員與歷屆理、監事。

## 獎助與榮譽
- 1983 - 國立藝術學院教學特優教師
- 1988 - 獲得國家文藝獎之演藝類戲劇導演獎
- 1989~1990 -  獲得學術交流基金會傅爾布萊特獎助計畫，赴美擔任耶魯大學戲劇學院及哈佛燕京社訪問學者
- 1993 - 獲得第十六屆吳三連獎－文學戲劇劇本類[5]
- 2001~2002 - 獲得國家文藝基金會獎助寫作計畫「劇寫蔡瑞月」
- 2004 - 獲得第十三屆賴和文學獎
- 2004 - 獲得成功大學特優教師獎
- 2010~2011年 - 國家文藝基金會獎助寫作計畫「青春悲懷－台灣愛滋戰場紀實戲劇」
- 2022年 - 獲得首屆 文化部 文協獎章 [6]

## 劇場作品

### 一般舞台劇作品
- 1977 - 導演、主演《蠟梅》，於顧獻樑之新代藝廊演出
- 1984 - 導演文建會七三兒童劇場《牽著春天的手》，於臺北社教館及高雄演出
- 1986 - 導演《仲夏夜之夢》，於臺北藝術季臺北社教館演出
- 1987 - 編劇、導演《人間孤兒》，於臺北社教館演出
- 1987 - 編劇、導演《天堂旅館》（與黃建業聯合編劇），於臺北、臺中、臺南演出
- 1989 - 編劇、導演《大地之子》，於國立藝術學院、埔里、溪洲、新港、九如、臺東、宜蘭演出
- 1992 - 編劇、導演《人間孤兒1992枝葉版》，於臺北國家戲劇院演出
- 1997 - 編劇、導演《記得香港》，於國立藝術學院戲劇廳演出
- 1998 - 編劇、導演《複製新娘》，果陀劇團製作、於臺北新舞台、臺中、臺南、臺北國父紀念館演出
- 2000 - 編劇、導演台語劇《一年三季》，台南人劇團製作，於台南社教館、嘉義、鳳山、中山大學、靜宜大學、東海大學等地演出
- 2004 - 編劇、導演、主演《舞者阿月》（與黎煥雄聯合導演），於臺北國家戲劇院演出
- 2004 - 編劇、導演《招君內傳：女書之一》，於皇冠小劇場演出
- 2005 - 編劇、導演《月半女子月半：女書之二》，於皇冠小劇場演出
- 2007 - 編劇、主演《歌未央》，由曇戲弄劇團製作，於臺北城市舞台演出
- 2009 - 演出《風月救風塵－絕對風騷加演版》，反串汪員外一角，由白雪綜藝團製作，臺北紅樓劇場演出
- 2010 - 編劇、主演獨腳戲《謝雪紅》，由曇戲弄劇團製作，於臺北市玫瑰古蹟、台南台灣文學館演出
- 2011 - 演出《讓世界動起來－法拉第的一生》科學音樂劇，飾演維多利亞女王一角，於臺北兩廳院廣場、臺中圓滿劇場、高雄市文化中心廣場演出
- 2022 - 編劇、導演《悠悠鹿鳴》佛典戲劇，於法鼓文理學院演出

### 聾劇作品
- 1978 - 導演《飛舞的手指》，於臺北月涵堂演出
- 1979 - 導演《雕龍記》，於臺北、臺中、臺南巡迴演出
- 1984 - 導演《我有一塊土地》，率領臺北聾劇團至香港參加亞洲聾人會議及展能藝術節演出
- 2008 - 創辦「拈花微笑聾劇團」，擔任藝術總監，並製作《飛手舞聾‧聾舞手飛》聾劇列車，為Deaflympics 2009演出廿餘場
- 2009 - 製作《聾劇手牽手》，由「拈花微笑聾劇團」與「美國聾劇團」合作，於臺北中山堂演出
- 2011 - 導演《悠悠鹿鳴》”First Moon, Full Moon”臺灣手語劇之中英文版，為國際佛學會議IABS 2011之文化節目
- 2014 - 編劇、導演《我帶你遊山玩水》，改編自康芸薇同名作品，於誠品生活表演廳、臺南大學雅音樓演出

### 戲曲作品
- 1986 - 製作飛馬豫劇隊《香囊記》及《大祭樁》，於臺北藝術季臺北社教館演出
- 1989 - 擔任南管劇曲演出計劃《陳三五娘》、《白兔記》藝術顧問，於臺北國家戲劇院演出
- 1996 - 擔任飛馬豫劇隊《唐伯虎點秋香》藝術指導，於美加巡迴及紐約市臺北劇場演出
- 1998 - 擔任踏搖劇團兒童京劇《你奇我怪十兄弟》藝術指導，於臺北社教館演出
- 1998 - 擔任漢唐樂府赴法國亞維農藝術節演出《艷歌行》藝術指導
- 1999 - 擔任浙江京崑劇團來臺演出之藝術顧問
- 2004 - 擔任青春版《牡丹亭》藝術統籌，負責臺北、蘇州兩地編導演設計各方面觀念與風格之統籌規劃，於臺北國家戲劇院首演
- 2004 - 導演蘇州崑劇團《長生殿》，於臺北新舞台首演
- 2006 - 導演國立國光劇團之《胡雪巖》，於臺北國家戲劇院首演
- 2007 - 擔任歌仔戲《綿綿舊情～阿隆的苦戀歌》藝術指導，由海山戲館製作
- 2008 - 擔任歌仔戲《將軍寇》藝術指導，由春美歌劇團製作於臺北城市舞台首演
- 2008 - 編劇、導演臺灣豫劇團《浪漫傳奇拜月亭》，於臺北城市舞台首演

### 原住民相關作品
- 1994 - 編劇、導演《海山傳說‧環》，於國立藝術學院戲劇廳首演，並巡迴台北各地
- 1995 - 編劇、導演《海山傳說‧環》，於奧立岡大學主辦之西北戲劇年會NWDC演出
- 1999 - 編劇《鬼湖中的巴冷公主》，由臺灣原住民原緣舞團及魯凱族野百合合唱團演出

### 音樂舞蹈詩歌等作品
- 1977 - 導演英文歌劇《電話》、《老處女與小偷》，於實踐堂及中南部巡迴演出
- 1977 - 導演、主演《現代詩詮釋朗誦會》，於幼獅藝廊演出
- 1986 - 編導、演出台北現代舞蹈團《阿司必靈的幻想》、《雜記簿》（與張照堂、林懷民、黃永洪合作），於臺北藝術館演出。
- 1988 - 策劃國際舞蹈學院舞蹈節，於香港及臺北舉行
- 2003 - 總策劃及主持人「為伊拉克兒童祈禱——反戰詩歌之夜」
- 2003 - 策劃發起響應全球同步反戰讀劇活動「Lysistrata Project」，於臺北法雅客、台南人劇團、成功大學中文系及高雄等地同步舉行
- 2006 - 策劃、導演朱宗慶打擊樂團之《聆聽・微笑》，於台北國家音樂廳首演
- 2012 - 策劃、導演朱宗慶打擊樂團之《聆聽・微笑》，於台中中興堂、台北國家音樂廳、高雄至德堂演出
- 2013 - 擔任國防部音樂劇《鋼鐵的八二三》藝術總監，於台北國際會議中心演出
- 2015 - 策劃、編劇、導演朱宗慶打擊樂團之《樂之樂》，於台中中興堂、高雄至德堂、台北國家音樂廳演出

## 主要著作與出版

### 已出版劇作
- 《人間孤兒》，遠流出版社　1989。
- 《大地之子》，臺灣東華書局　1990 。
- 《天堂旅館》（與黃建業合著），「戲劇交流道」系列之一，周凱劇場基金會發行　1993。
- 《人間孤兒1992枝葉版》及VHS錄影帶，雲門舞集基金會出版　1993。
- 《海山傳說・環》中英文劇本，雲門舞集基金會出版　1996。
- 《複製新娘》中英文劇本，遠流出版社（戲劇館）　2000。
- 《記得香港》，遠流出版社（戲劇館）　2000。
- 《一年三季》，遠流出版社（戲劇館）　2000。
- 《舞者阿月：台灣舞蹈家蔡瑞月的生命傳奇》，遠流出版社（戲劇館）　2004。
- 《歌未央：千首詞人愼芝的故事》，遠流出版社（戲劇館）　2007。
- 《女書》（《招君內傳：女書之一》、《月半女子月半：女書之二》）電子書，Readmoo出版　2014。
- 《青春悲懷：台灣愛滋戰場紀實戲劇》電子書，Readmoo出版　2014。
- "One year Three Seasons", Voices of Taiwanese Women: Three Contemporary Plays（英语：Voices of Taiwanese Women），（《 臺灣女聲：三部當代劇場之作》）收錄《一年三季》英譯本，Published by Cornell University East Asia Program 2015.
- 《青春悲懷：台灣愛滋戰場紀實戲劇》，逗點文創社出版　2016。
- 《樂之樂》（The Joy of Music-Making）中英文劇本及DVD，國立臺北藝術大學出版　2017。
- 《汪其楣劇作集 I ：人間孤兒／大地之子》，國立臺灣大學出版中心　2017。
- 《汪其楣劇作集 II ：天堂旅館／月半女子月半／人間孤兒枝葉版》，國立臺灣大學出版中心　2017。
- 《汪其楣劇作集 III ：浪漫傳奇拜月亭／招君內傳／芙蓉女兒》，國立臺灣大學出版中心　2017。
- 《青春悲懷：台灣愛滋戰場紀實戲劇》，文訊雜誌社　2018。
- 《謝雪紅——汪其楣劇作》中英對照劇本，允晨文化出版　2018。

### 散文
- 1994 - 《海洋心情  為珍重生命而寫的AIDS文學備忘錄》，東潤出版、遠流再版，中國燕京出版社出版簡體字版，2011年由曇戲弄、逗點文創共同再版
- 2010 - 《歸零與無限──台灣特殊藝術金講義》，臺北藝術大學、聯合文學出版
- 2010 - 《歌壇春秋》，台大出版中心出版
- 2018 - 《歸零與無限──台灣特殊藝術金講義》增訂新版，聯合文學出版社出版

### 策劃、編輯及其他
- 1993 - 策劃出版「戲劇交流道[7]」二十四本，周凱劇場基金會發行
- 1995 - 主編「現代戲劇集」（收錄新生代編導重要創作劇本17冊），文建會出版
- 2000 - 迄今  為「遠流戲劇館」總策劃。出版賴聲川《如夢之夢》、王婉容/楊壁瑩《我駕著翅膀穿透黑夜》、金士傑《金士傑劇本I、Ⅱ、III》、林克華/王婉容《舞台光景》等作品
- 2002 - 主編《我駕著翅膀穿透黑夜》（台灣盲人戲劇演出實錄，並錄製CD發行），遠流出版
- 2003 - 策劃、編輯顧問《如果遠方有戰爭》（收錄老中青三代四十九位詩人的戰爭詩合輯），小知堂文化出版
- 2004 - 主編賴和基金會國民文選《戲劇卷I》、《戲劇卷II》，玉山社出版
- 2004 - 策劃、編輯夏本奇伯愛雅（周宗經）散文《蘭嶼素人書》，遠流出版
- 2004 - 策劃、編輯夏本奇伯愛雅（周宗經）小說《三條飛魚》，遠流出版

### 論文
- 1996 - 《豐富之旅：〈海山傳說・環〉創作報告》，會形文化出版
- 1998 - 論文〈西廂記中的女性情欲自主〉，發表於「紀念徐炎之先生百歲冥誕學術研討會」
- 2000 - 《溫柔的旅途：一年三季、複製新娘、記得香港之創作報告》，會形文化出版
- 2001 - 論文〈探索席慕蓉及瓦歷斯・諾幹「想念族人」中的「邊緣光影」〉，發表於「臺靜農先生百年冥誕學術研討會」
- 2016 - 《賞心樂事：汪其楣觀劇閒散筆記》，國立台灣大學出版中心

### 青少年讀物
- 1994 - 《伯哈樂》（Braille）， Beverley Birch原著，青少年版中譯，由東華出版
- 1987 - 《張生煮海》（中國古典名劇及劇場），敘述：桂文亞，講解：汪其楣，由聯經出版
- 1984 - 《王子復仇記》，（莎士比亞名劇及劇場），敘述：桂文亞，講解：汪其楣，由聯經出版

## 外部連結
- 汪其楣的Facebook專頁
- 台灣大百科  汪其楣
- 汪其楣|成大文學家
- 汪其楣- 姚一葦、汪其楣、賴聲川戲劇創意典藏計畫 （页面存档备份，存于）